# Anna Kiesenhofer
Anna Kiesenhofer (Kirchdorf an der Krems, 14 febbraio 1991) è una ciclista su strada austriaca, vincitrice della medaglia d'oro nella prova in linea ai Giochi olimpici di Tokyo 2020.

## Carriera
Attiva come ciclista Elite dal 2015, nel 2016 vince la tappa del Mont Ventoux al Tour de l'Ardèche, piazzandosi seconda nella classifica generale della corsa; nello stesso anno è selezionata per partecipare alla cronometro dei campionati europei di Plumelec. Tra il marzo e l'aprile 2017 gareggia per la squadra UCI belga Lotto-Soudal Ladies, senza ottenere risultati di rilievo; nel 2019 è quindi campionessa nazionale nella prova in linea e a cronometro, nonché quinta a cronometro agli europei di Alkmaar, partecipando anche ai suoi primi Mondiali. Si laurea campionessa nazionale a cronometro anche nel 2020 e nel 2021; nel 2020 è anche terza nella classifica finale del Tour de l'Ardèche.
Il 25 luglio 2021 ottiene l'alloro più importante della carriera, imponendosi a sorpresa nella prova in linea dei Giochi olimpici di Tokyo al termine di una fuga di lunga gittata con la quale anticipa Annemiek van Vleuten e le altre favorite. Dopo i Giochi è seconda nella Crono delle Nazioni. Nel 2022 è quinta a cronometro agli europei di Monaco di Baviera e decima di specialità ai mondiali di Wollongong. Nel biennio 2023-2024 è attiva come ciclista a tempo pieno con il WorldTeam svizzero Israel/Roland, vincendo altri tre titoli nazionali, due a cronometro e uno in linea.
Oltre all'attività ciclistica, nel 2016 ha conseguito il dottorato di ricerca in geometria differenziale presso l'Università politecnica della Catalogna, con una tesi intitolata "Integrable systems on b-symplectic manifolds". Ha poi iniziato l'attività di ricercatrice post-dottorato presso la Scuola politecnica federale di Losanna (EPFL), lavorando sulle equazioni differenziali alle derivate parziali non lineari in fisica matematica.

## Palmarès
- 2016 (una vittoria)

3ª tappa Tour Cycliste Féminin International de l'Ardèche (L'Isle-sur-la-Sorgue > Mont Ventoux)
- 2019 (due vittorie)

Campionati austriaci, prova a cronometro
Campionati austriaci, prova in linea
- 2020 (una vittoria)

Campionati austriaci, prova a cronometro
- 2021 (due vittorie)

Campionati austriaci, prova a cronometro
Giochi olimpici, prova in linea
- 2023 (Israel Premier Tech Roland, tre vittorie)

Campionati austriaci, prova a cronometro
Chrono Féminin de la Gatineau
Chrono des Nations
- 2024 (Roland, due vittorie)

Campionati austriaci, prova a cronometro
Campionati austriaci, prova in linea

### Altri successi
- 2023 (Israel Premier Tech Roland)

Chrono de la Sionge in St-Martin
- 2024 (Roland)

Asvö King of the Lake, cronometro

## Piazzamenti

### Grandi giri
- Giro d'Italia

2023: 53ª
- Vuelta a España

2023: 59ª
2024: 108ª

### Competizioni mondiali
- Campionati del mondo

Yorkshire 2019 - Cronometro Elite: 20ª
Imola 2020 - Cronometro Elite: 18ª
Imola 2020 - In linea Elite: 44ª
Fiandre 2021 - Cronometro Elite: 17ª
Wollongong 2022 - Cronometro Elite: 10ª
Wollongong 2022 - Staffetta mista: 11ª
Glasgow 2023 - Cronometro Elite: 15ª
- Giochi olimpici

Tokyo 2020 - In linea: vincitrice
Parigi 2024 - Cronometro: 33ª
Parigi 2024 - In linea: 52ª

### Competizioni continentali
- Campionati europei

Plumelec 2016 - Cronometro Elite: 28ª
Alkmaar 2019 - Cronometro Elite: 5ª
Plouay 2020 - Cronometro Elite: 11ª
Trento 2021 - Cronometro Elite: 7ª
Monaco di Baviera 2022 - Cronometro Elite: 5ª
Drenthe 2023 - Cronometro Elite: 6ª
Limburgo 2024 - Cronometro Elite: 10ª